# Georges-Edmond-Lucien Barré
Georges-Edmond-Lucien Barré, francoski general, * 1886, † 1970.